# Breakdown: In Your House
Breakdown: In Your House was een professioneel worstel-pay-per-view (PPV) evenement dat georganiseerd werd door de World Wrestling Federation (WWF, nu WWE). Het was de 24ste editie van In Your House en vond plaats op 27 september 1998 in het Copps Coliseum in Hamilton, Ontario.

## Matches
| Nr. | Match | Winnaar(s)                  | Opmerkingen                                                                  | Bron        |
| --- | --- | --------------------------- | ---------------------------------------------------------------------------- | ----------- |
| 1H  | Golga (met Giant Silva, Kurrgan en Luna Vachon) vs. Mosh (met Thrasher)                                              | Golga                       | Eén-op-één match. Vooraf opgenomen op Heat.                                  | [ 2 ] [ 3 ] |
| 2H  | The Hardy Boyz (Jeff & Matt Hardy) vs. Kaientai (Funaki & Men's Teioh) (met Yamaguchi-san)                           | The Hardy Boyz              | Tag Team match Vooraf opgenomen op Heat.                                     | [ 2 ] [ 3 ] |
| 3H  | The Disciples of Apocalypse (8-Ball & Skull) (met Paul Ellering) vs. Billy Gunn                                      | The Disciples of Apocalypse | Handicap match Vooraf opgenomen op Heat.                                     | [ 2 ] [ 3 ] |
| 4   | Owen Hart vs. Edge                                                                                                   | Owen Hart                   | Eén-op-één match.                                                            | [ 2 ] [ 3 ] |
| 5   | Al Snow & Scorpio (met Head) vs. Too Much (Brian Christopher & Scott Taylor)                                         | Al Snow & Scorpio           | Tag Team match.                                                              | [ 2 ] [ 3 ] |
| 6   | Marc Mero (met Jacqueline) vs. Droz                                                                                  | Marc Mero                   | Eén-op-één match.                                                            | [ 2 ] [ 3 ] |
| 7   | Bradshaw vs. Vader                                                                                                   | Bradshaw                    | Falls Count Anywhere match.                                                  | [ 2 ] [ 3 ] |
| 8   | D'Lo Brown vs. Gangrel                                                                                               | D'Lo Brown                  | Eén-op-één match.                                                            | [ 2 ] [ 3 ] |
| 9   | The Rock vs. Ken Shamrock vs. Mankind                                                                                | The Rock                    | Steel Cage match om Number One Contender te worden voor het WWF Championshp. | [ 2 ] [ 3 ] |
| 10  | Val Venis (met Terri Runnels) vs. Dustin Runnels                                                                     | Val Venis                   | Eén-op-één match.                                                            | [ 2 ] [ 3 ] |
| 11  | D-Generation X (Billy Gunn, Road Dogg & X-Pac) vs. Jeff Jarrett & Southern Justice (Dennis Knight & Mark Canterbury) | D-Generation X              | 6-Manan Tag Team match.                                                      | [ 2 ] [ 3 ] |
| 12  | Kane vs. The Undertaker vs. Stone Cold Steve Austin (c)                                                              | Kane & The Undertaker (nc)  | Triple Threat match voor het WWF Championship.                               | [ 2 ] [ 3 ] |